# Графіка Василя Кричевського
Гра́фіка Василя́ Криче́вського  — галузь творчості художника Василя Кричевського, що супроводжувала його все життя і здобутки котрої стали явищем у графічному мистецтві України 20 століття

## Графіка Кричевського
Архітектурну та художню освіту Кричевський отримав під керівництвом архітектора С. Загоскіна. Юнак три роки поспіль жив у Загоскіна вдома, був його помічником і учнем. Його учителем був також О.Бекетов: працюючи в його майстерні, зробив проект будинку Товариства гірничопромисловців у Харкові, який згодом — у 1899 році — отримав першу нагороду на конкурсі. Наприкінці 19 століття Кричевський уже працював як незалежний архітектор, маляр та графік.
У січні 1918 року художник почав працювати над проектами паперових грошей і поштових марок Української Народної Республіки. Згодом у грошовий обіг була випущена виготовлена за його проектом банкнота 2 гривні. У лютому року 1918 під час наступу на Київ військ М. А. Муравйова було обстріляно будинок Михайла Грушевського, там почалася пожежа і тоді загинула більшість колекцій Грушевського і Кричевського. Зокрема згоріла значна частина проектів паперових грошей і поштових марок.
У 1928 році художник-графік оформив книгу Ю. Яновського «Майстер корабля». У 1929 році — книгу В. Винниченка «Намисто», та книгу Д. Щербаківського «Українське мистецтво».
За словами Миколи Бажана,
```
"В історії української архітектури, графіки, станкового малярства, прикладних мистецтв
 
— іменем Кричевського позначено епохальні, нечувані досі досягнення.”
```

## Створення Гербів УНР
Василь Кричевський був одним із творців нової української архітектури (українського модерну) і графіком-новатором. Під час Української революції, за пропозицією Михайла Грушевського, тризуб був прийнятий як Великий і Малий державний Герб УНР. Розробку герба Михайло Грушевський доручив 12 березня 1918 року графікові й архітектору Василеві Кричевському. Робота виконувалася у несприятливих умовах: тривала війна з Росією, українсько-німецько-австрійські війська щойно звільнили Київ від більшовиків. Проект герба було виконано в рекордний термін — за 5 днів. Навесні 1918 року Василь Кричевський створює Малий і Великий Державний герб України, а також печатку для дипломатичних паперів. 25 лютого 1918 року на засіданні Малої Ради (орган Центральної Ради, що діяв між сесіями) був затверджений Герб Української Народної Республіки. Ухвалений закон не містив малюнків, а мав лише опис.22 березня 1918 р. Центральна Рада затвердила проекти В. Кричевського, зокрема, герб, розроблений ним на основі Володимирового Тризуба. Там, Майже через місяць 22 березня Мала Рада схвалила зображення герба авторства відомого художника Василя Кричевського — Тризуб князя Володимира Великого, обрамлений оливковим вінком. Нині саме в його класичному накресленні давній тризуб прикрашає державні прапори і папери незалежної України.

## Опис державних гербів УНР
Малий державний герб Василя Кричевського являв собою жовтого кольору тризуб на синьому фоні у обрамленні оливковим вінком жовтого кольору.